# یواس‌اس ایندیاناپلیس (اس‌اس‌ان-۶۹۷)
یواس‌اس ایندیاناپلیس (اس‌اس‌ان-۶۹۷) (به انگلیسی: USS Indianapolis (SSN-697)) یک زیردریایی بود که طول آن ۱۱۰٫۳ متر (۳۶۱ فوت ۱۱ اینچ) بود. این زیردریایی در سال ۱۹۷۷ ساخته شد.